# Obispo Trejo
Obispo Trejo es una localidad ubicada en el departamento de Río Primero, en la provincia de Córdoba, Argentina; a la vera de la Ruta Provincial 17, 136 km al noreste de la capital. Sus coordenadas geográficas 30°46′01″S 63°25′01″O / -30.76694, -63.41694., está situada a una altitud de 137 m s. n. m.

## Historia
El 9 de marzo de 1883 se funda como Villa San Antonio, terreno donado por José Manuel Celayes, propietario de esas tierras a cuya muerte esos terrenos son donados al Obispado.
Se traza una plaza y se construye la Iglesia en honor al Santo homónimo de la villa.
Alrededor de 1911, se prevé la llegada del ferrocarril, pero la estación se proyecta a 8 km al sur de la población de la Villa San Antonio. Las protestas de los vecinos llegaron hasta las autoridades nacionales en Bs. As., a donde viajó una comisión integrada por el  Pbtro. Gabriel Brochero, el cura gaucho,  el párroco local Pbro. Ramón Amuchástegui, y el diputado provincial por el departamento Río 1° doctor Vicente Pucheta.
La comisión sanantoniana fue deferentemente atendida por el Excmo. Sr. Presidente de la República doctor José Figueroa Alcorta, quien, de acuerdo con el ministro del ramo, mandó hacer nuevos estudios de replanteo del tramo Cañada de Luque – La Puerta; y, una vez terminados, los aprobó con la estación junto al pueblo, inaugurándose oficialmente toda la línea en la forma solicitada y así nace a 800 m de Villa San Antonio, la estación Obispo Trejo. Con el tiempo y el desarrollo de la actividad económica que trajo el ferrocarril, en poco tiempo ambos quedaron unidos bajo este último nombre.
En 1880 se empezaron a establecer los primeros pobladores. En 1920 el ingeniero Boasi, director de la construcción del ferrocarril, le impuso el nombre de “Obispo Trejo”, según se dijo, en señal de gratitud personal a la Universidad de Córdoba donde él había hecho sus estudios y de la cual habría sido fundador el nombrado obispo.
En 1925 la comisión de fomento pasa a funcionar como Intendencia Municipal; siendo su primer Intendente el Señor José Aimonetto.
En 1933 se inaugura la estación del ferrocarril Central Argentino, a 2 km de la localidad. Estas vías férreas provenían de Villa del Rosario y se dirigían a la ciudad de Santiago del Estero.
En la década de 1950 fue cuando la masiva llegada de pobladores incrementó notablemente la cantidad de habitantes. En la década del sesenta fue intendente el poeta César Enrique Juncos, cuya obra literaria siempre inspirada en los campos y los alrededores del pueblo hicieron trascender su memoria.

### El pueblo en 2020
La población está compuesta por descendientes de italianos, sirios y criollos. Cuenta con dos colegios primarios y dos colegios secundarios. La vieja estación estilo inglés del Ferrocarril Central Argentino y la Parroquia San Antonio de Padua, hoy son lugares históricos. La estructura de la Iglesia, cuyas naves se levantan en forma de cruz, son vistas a varios kilómetros de distancia. Todos los años los días 13 de junio se realiza la procesión y fiesta del Patrono. Cuenta con dos entidades deportivas, una de ellas el Club Deportivo Union Social y la otra Club Atlético Obispo Trejo.

## Sismicidad
La sismicidad de la región de Córdoba es frecuente y de intensidad baja, y un silencio sísmico de terremotos medios a graves cada 30 años en áreas aleatorias. Sus últimas expresiones se produjeron:
- 22 de septiembre de 1908 (116 años), a las 17.00 UTC-3, con 6,5 Richter, escala de Mercalli VII; ubicación 30°30′0″S 64°30′0″O / -30.50000, -64.50000; profundidad: 100 km; produjo daños en Deán Funes, Cruz del Eje y Soto, provincia de Córdoba, y en el sur de las provincias de Santiago del Estero, La Rioja y Catamarca[2]

- 16 de enero de 1947 (78 años), a las 2.37 UTC-3, con una magnitud aproximadamente de 5,5 en la escala de Richter (terremoto de Córdoba de 1947)[1]

- 28 de marzo de 1955 (70 años), a las 6.20 UTC-3 con 6,9 Richter: además de la gravedad física del fenómeno se unió el desconocimiento absoluto de la población a estos eventos recurrentes (terremoto de Villa Giardino de 1955)

- 7 de septiembre de 2004 (20 años), a las 8.53 UTC-3 con 4,1 Richter

- 25 de diciembre de 2009 (15 años), a las 21.42 UTC-3 con 4,0 Richter

## Personalidades destacadas
- Nelson Martínez (1930-2021), futbolista.
- César Enrique “Quito” Juncos, farmacéutico, poeta y político.
- María Elena Arrieta (n. 1947), escritora y poeta. Empezó su carrera literaria en 2005. Escribió ocho libros: El ombú (2006), Mordida letal (2008, novela), El Obispo Trejo de mi infancia (2010), De Misterios y Pasiones (2013), Destinos cruzados (2017, novela), Pinceladas trejenses (2019), Cuentos del monte, La mujer del retrato (2022). Declarada ciudadana ilustre por la Municipalidad de Obispo Trejo (2017)
- José Leónidas Ardiles (1954-1982), piloto de la Fuerza Aérea Argentina combatiente de la guerra de las Malvinas.
- Magalí Gaido. Periodista del diario La Voz del Interior. Locutora y conductora de eventos destacados como el Festival Nacional de la Doma y el Folklore de Jesús María. Fundadora de La Mañana Trejense.